# Бомбардерска авијација
Бомбардерска авијација је врста борбене авијације намијењена за уништавање копнених и поморских циљева бомбама и ракетама ваздух-земља. Ову улогу обично обављају бомбардерски или ловачко-бомбардерски авиони.

## Први свјетски рат
Септембра 1914. Нијемци формирају прву јединицу са авионима Румплер, Авиатик и Таубе намијењену за бомбардовање. У децембру исте године бомбардују Денкерк и циљеве у Фландрији. Французи и Британци брзо формирају своје јединице б., и 21. новембра 1914. Британци нападају пристаниште ваздушних бродова у Фридрихсхафену. Прелазак на рововски рат убрзава развој б., и до љета 1915. она постаје значајан чинилац. Нијемци уводе ловачки авион типа Фокер Е.1 да спријече рад б. противника, и настаје трка у развоју одбране бомбардера од ловаца и истовремено побољшање носивости, нишанских справа и начина кориштења б. 1918. су Британци и Французи бацили 14000 тона бомби само на индустријске објекте, и извршили скоро 16000 авиополетања.

## Међуратни период
Између ратова неки теоретичари (као Ђулио Дует) предвиђају да рат може бити ријешен масовним нападима бомбардерске авијације. Ово екстремно гледиште није шире прихваћено, али је сваћање значаја б. порасло. Од краја 1920-их бомбардерски авиони се дијеле на лаке, средње и тешке, расте брзина, долет, висина лета, носивост, наоружање и опрема. Прелази се касније на једнокрилце с неувлачивим, а касније увлачивим стајним трапом. Њемачка војска уводи и бомбардер за обрушавање Јункерс Ju 87, намијењен за подршку јединица копнене војске.

## Други свјетски рат
Рат почиње масовним нападом б. на аеродроме и друге важније објекте у Пољској, са 867 бомбардерских авиона. При нападу на Француску 1940. Нијемци имају 1462 бомбардера и врше успјешне нападе на аеродроме и подршку снага КоВ. При нападу на Британију немају успјеха због јаке одбране ловцима и другим ПВО средствима, и слабе дефиниције циљева напада.
Њемачка напада Краљевину Југославију и Грчку 1941. са 840 бомбардера, од којих 400 за обрушавање.
Распршивањем своје б. на више фронтова против јаких противника, Нијемци трпе све јаче губитке од противничке ловачке авијације и ПВО у каснијем периоду рата. Савезничка б. постаје све успјешнија, уништавајући њемачку привреду у позадини и војне јединице на фронту. У нападу британске б. на Келн 30/31- маја 1942. бачено је 1500 тона бомби за 90 минута. Учествовало је преко 1000 авиона. Значајни британски бомбардери су Хендли Пејџ Халифакс и Авро Ланкастер.
Американци од 1942. помажу Британцима у Европи, вршећи од 1944. и масовне нападе б. на Јапан. Од 1944. бомбардери су праћени ловцима П-51 Мустанг, што знатно смањује оперативне губитке. Најзначајнији амерички тешки бомбардери су Б-17 Летећа тврђава, Б-24 Либерејтор и Б-29 Супертврђава. Масовним нападима запаљивим бомбама претварају јапанске градове у ломаче. 9/10. марта 1945. 334 бомбардера Б-29 нападају Токио са 2000 тона запаљивих бомби. Погинуло је 83793, а без станова остало 1 милион становника. Крај рата је означила б. нападом на Хирошиму и Нагасаки атомским бомбама.

## Послије Другог свјетског рата
Првобитно је бомбардер једини носилац нуклеарне бомбе па САД, СССР, Велика Британија и касније Француска раде интензивно на њиховом развоју. Клипни бомбардери се замјењују млазним, а увођење тешких бомбардера двоструке надзвучне брзине је углавном напуштено појавом интерконтиненталних балистичких пројектила и пројектила ПВО земља-ваздух. Долази међутим до убрзаног развоја ловачко-бомбардерске авијације.
Локални ратови у Кореји, Вијетнаму и Блиском истоку потврђују вриједност б., нарочито њеног развоја у ловачко-бомбардерску авијацију.
Од краја 1960-их година, нове дизајне тешких (стратешких) бомбардера развијау само САД и СССР, док се остале земље ослањају на ловце бомбардере за задатке б. За нуклеарно одвраћање, силе као што су Француска, Велика Британија и Кина користе подморнице са интерконтиненталним пројектилима.
Нова појава су бомбардери невидљиве (енгл. stealth) технологије, као што су амерички F-117 и B-2. Тешко се уочавају на радару, што им олакшава дјеловање у ваздушном простору противника.